# Johan Wilhelm Hanrath

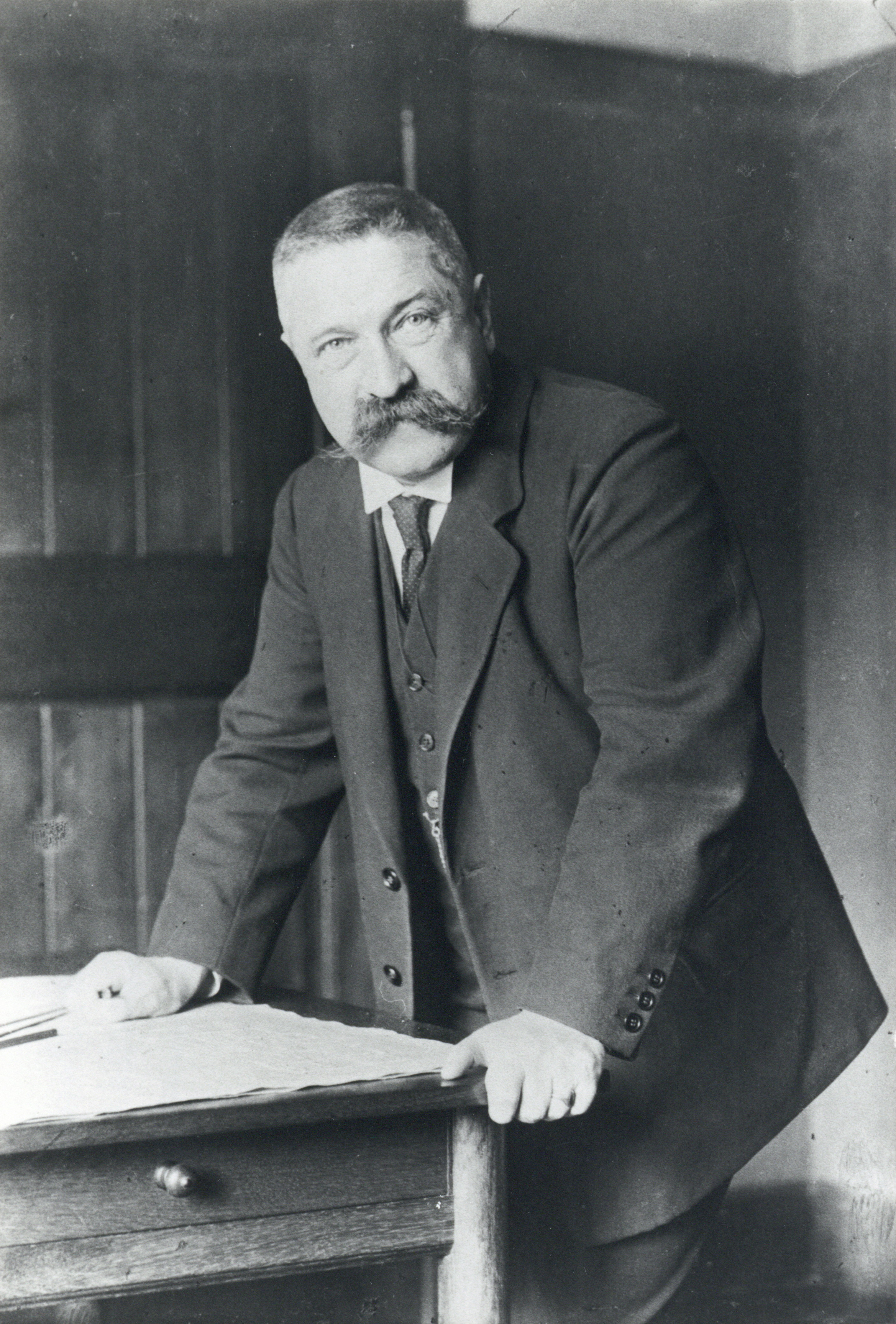
Portret van Johan Wilhelm Hanrath, foto genomen tussen 1920 en 1930

Johan Wilhelm Hanrath (Amsterdam, 24 december 1867 – Hilversum, 2 juli 1932) was een Nederlands architect.
Hanrath ontwierp vele landhuizen in traditionele of ook wel historiserende stijl. Veel van zijn uitgevoerde werk is aangewezen als rijks- of gemeentemonument. Bij de totstandkoming van de talloze landhuizen en villa's werkte hij nauw samen met de landschapsarchitect Leonard Springer.
Zijn eerste ontwerpen zijn gerealiseerd in 1893, in Hilversum en Helmond. Ook in Baarn, Bloemendaal, Blaricum, Laren, Driebergen, Lage Vuursche, Almelo, Bennekom, en de gemeente Rheden zijn huizen van zijn hand gebouwd. Met name in Hilversum, waar hij zich in 1903 definitief vestigde, en in Eindhoven bevinden zich de zwaartepunten van zijn oeuvre. In 1927 associeerde hij zich met Paul Briët, die zijn architectenbureau na zijn dood voortzette.

## Objectenlijst Ontwerpen en verbouwingen
Almelo
- Landhuis Bellinckhof 1919, Wierdensestraat 204-212

Amsterdam
- Kantoor Rijksverzekeringsbank (sinds 1956 Sociale Verzekeringsbank), 1920, Lutmastraat 2-4 (afgebrand in 1979)

Assen
- Landhuisje 1923-1924, Bosstraat 21[1]

In opdracht van L. Brender á Brandis.
Baarn
- Villa 't Lokhuis, 1920, Eemnesserweg 89 (gemeentelijk monument)
- Villa De Dennenhof, 1901, Rutgers van Rozenburglaan 1 (gemeentelijk monument)

Bennekom
- Verbouwing Landhuis Hoekelum 1914, Edeseweg 124 (rijksmonument)

Bergen NH
- Westerwolde (1920), Eeuwigelaan 10 (rijksmonument)

In opdracht van mevr. de Wed. Regout.
Bloemendaal
- Landhuis Saxenburg, (rijksmonument)

Breda
- Stadhuis 1924 en 1925, Stadserf - aanbouw en verbouwing (rijksmonument)

De Steeg
- Villa Klein duimpje 1908, Diepesteeg 42 (rijksmonument)
- VerbouwingHuis Rhederoord 1911, Parkweg 19 (rijksmonument)
  - Koetshuis Rhederoord 1911, Parkweg 27 (rijksmonument)
  - Portierswoning Rhederoord 1911, Parkweg 21 (rijksmonument)
  - Tuinmanswoning Rhederoord 1911, Parkweg 17 (rijksmonument)
  - Orangerie Rhederoord 1911, Parkweg 17
  - Portierswoning Rhederoord 1911, Hoofdstraat 1 (rijksmonument)

Driebergen
- Huis Valentijn 1906, Valentijn 40 (gemeentelijk monument)

Eindhoven
- Huize de Gooren 1916, Parklaan 54 (Rijksmonument)
- Huize De Laak 1907, Parklaan 99 (rijksmonument)
  - Incl. Koetshuis, Orangerie, Koetsierswoning, Tuinmanswoning, Huisknecht/Chauffeurswoning aan de Nachtegaallaan
- Huize De Meerle 1917, Parklaan 93
- Woningen, Parklaan 26/28/87/89/91
- Woningen, Pauwlaan 5/7/9/11
- Lagere school 1914, Reigerlaan (rijksmonument)
- Clubhuis tennisvereniging Omstreeks 1927, Koudenhovenseweg Noord 70
- Nutskleuterschool 1927, Eksterlaan 4 (rijksmonument)

Helmond
- Villa 1893, President Rooseveltlaan 3 (rijksmonument)
- Villa Het Landhuis 1919, Aarle-Rixtelseweg 76
- Villa De Beemd 1919, Aarle-Rixtelseweg 101 (rijksmonument)
- Kasteel Helmond, (Verbouwing Omstreeks 1922)

Hilversum
- Villa La Vetta 1894, Hoge Naarderweg 199
- Tuinmanswoning Pinetum Blijdenstein 1903, van der Lindenlaan 125 (gemeentelijk monument)
- Villa 1908, Palestrinalaan 11 en Villa 1903 Palestrinalaan 5
- Villa Groenendaal 1904, Lage Vuurscheweg 80-82 (gesloopt in 1962)
- Villa 'D'Olijftak

Lage Vuursche
- Grafmonument Insinger, rijksmonument op de Nederlands Hervormde Begraafplaats Hoge Vuurseweg

Leiden
- Landhuis Nieuweroord, Rijsnburgerweg 124 voor dhr A.G. Bosman gebouwd 1919, gesloopt 1966

Leusden
- Landhuis De Boom 1912, Arnhemseweg 107 (Verbouwing)(rijksmonument)

Lisserbroek
- Landgoed de Olmenhorst, De Groene Villa 1906, Lisserweg 481 (gemeentelijk monument)

Maarn
- Landhuis De Hoogt 1908, De Hoogt 6 (Verbouwing 1925) (Rijksmonument)

Tilburg
- Villa Mariënhof 1916, Bredaseweg 387 (rijksmonument)

Vught
- Huize Bergen 1916, Glorieuxlaan 3

Zeist
- Landhuis Oud-Zandbergen, Amersfoortseweg 18 (Verbouwing omstreeks 1922)
- Huis Ter Wege, Amersfoortseweg 17 (rijksmonument)
- Landhuis De Breul 1932, Driebergseweg 17

## Enkele afbeeldingen

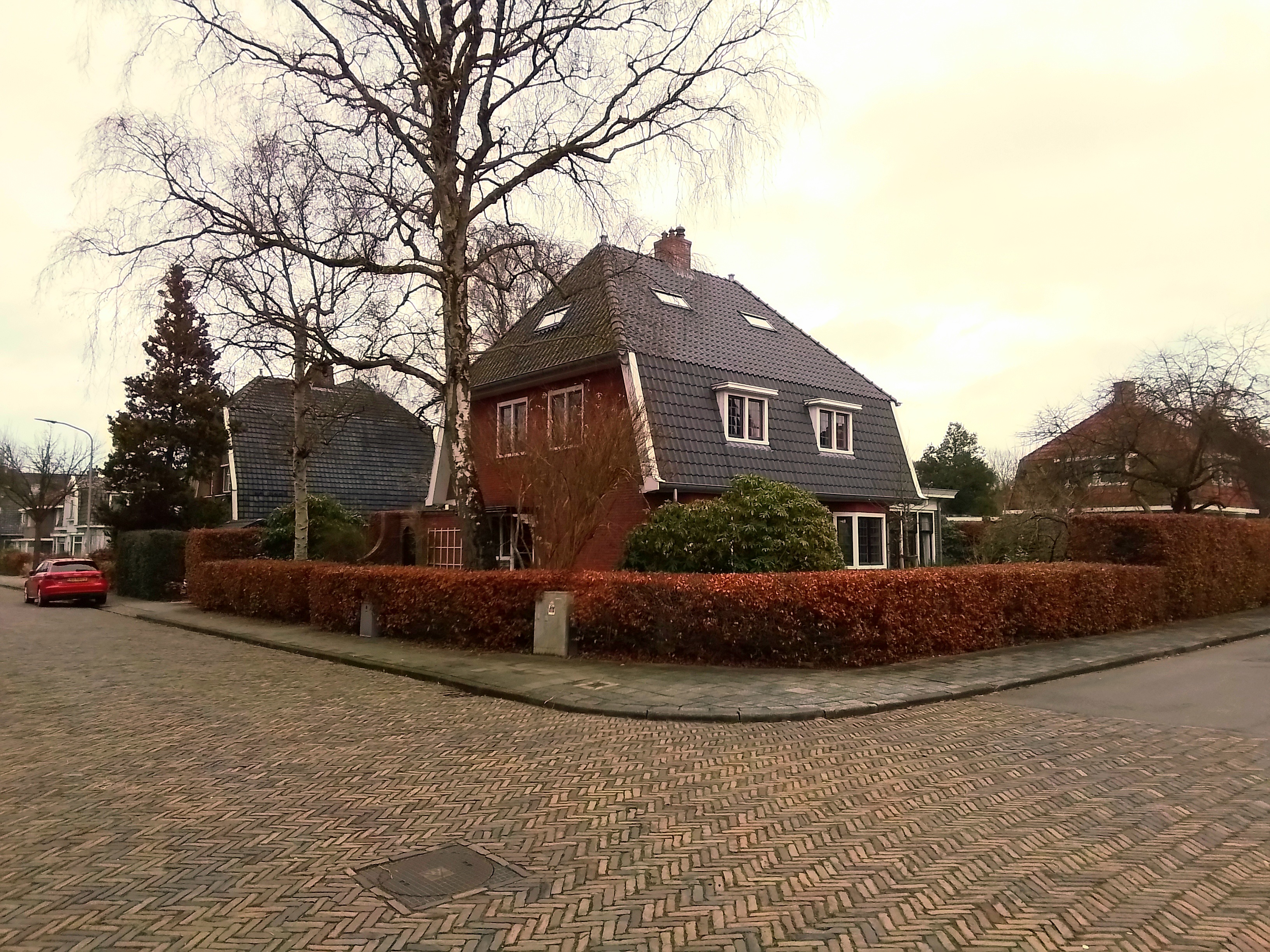
Landhuisje te Assen
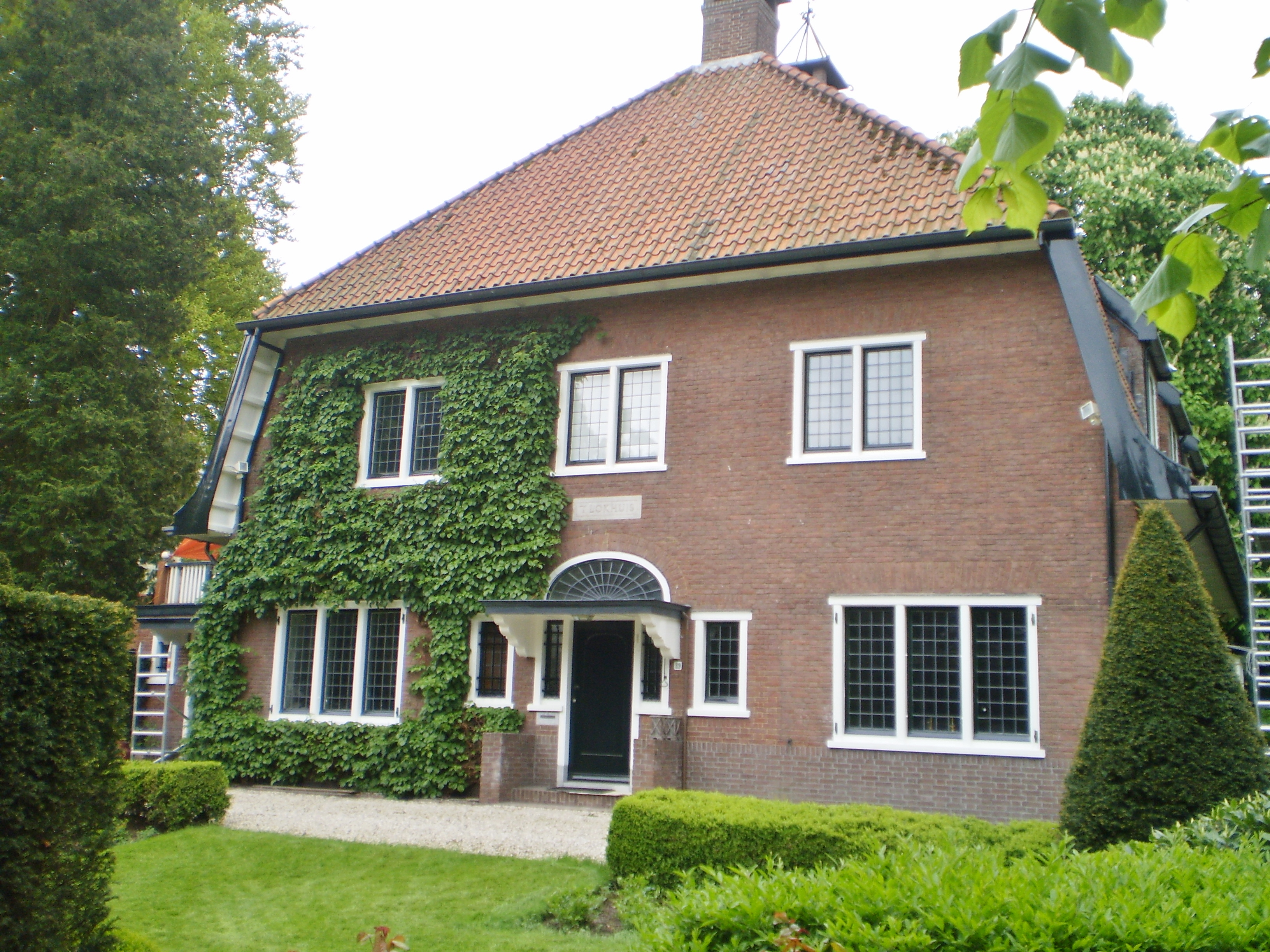
Villa 't Lokhuis te Baarn
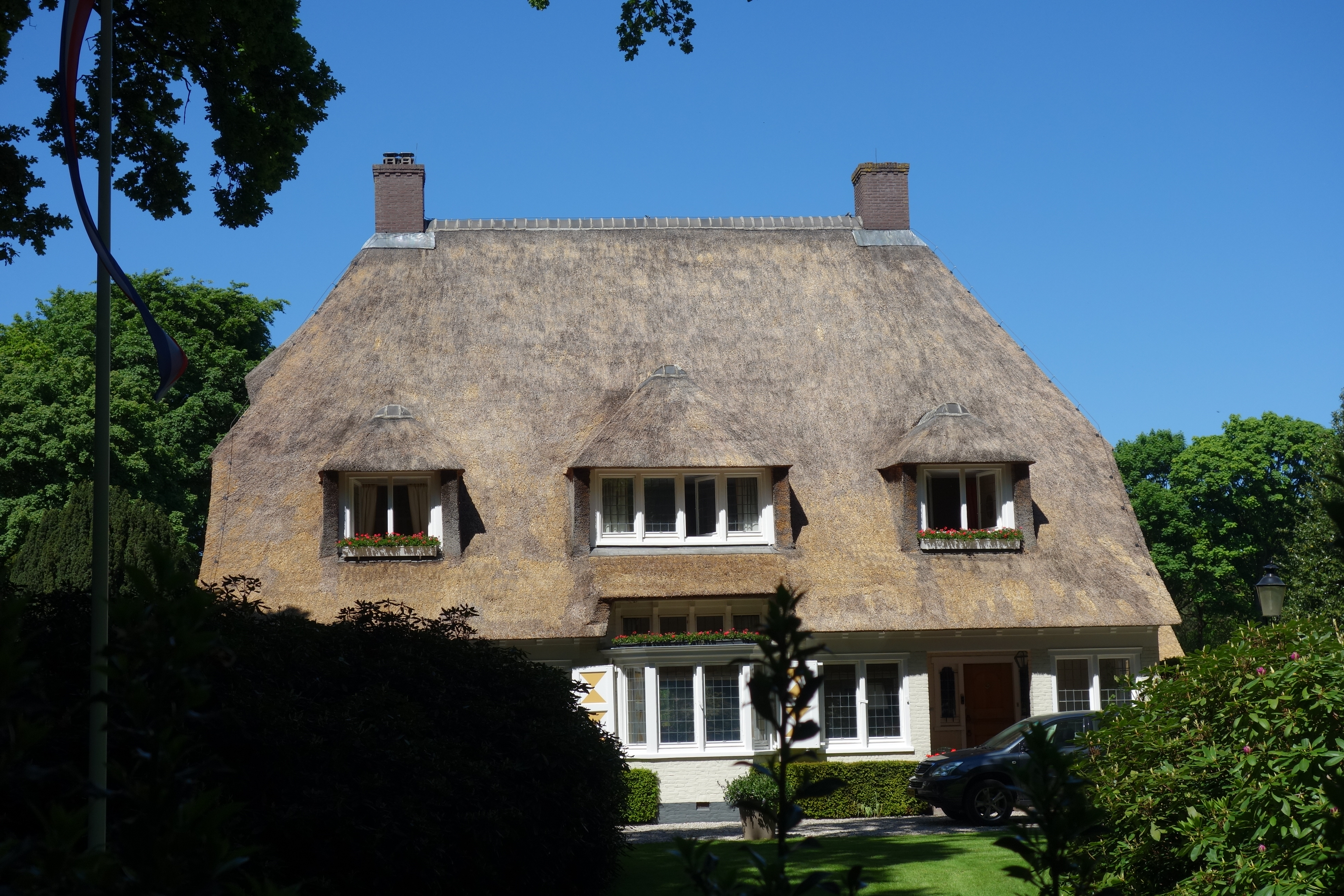
Villa Westerwolde te Bergen
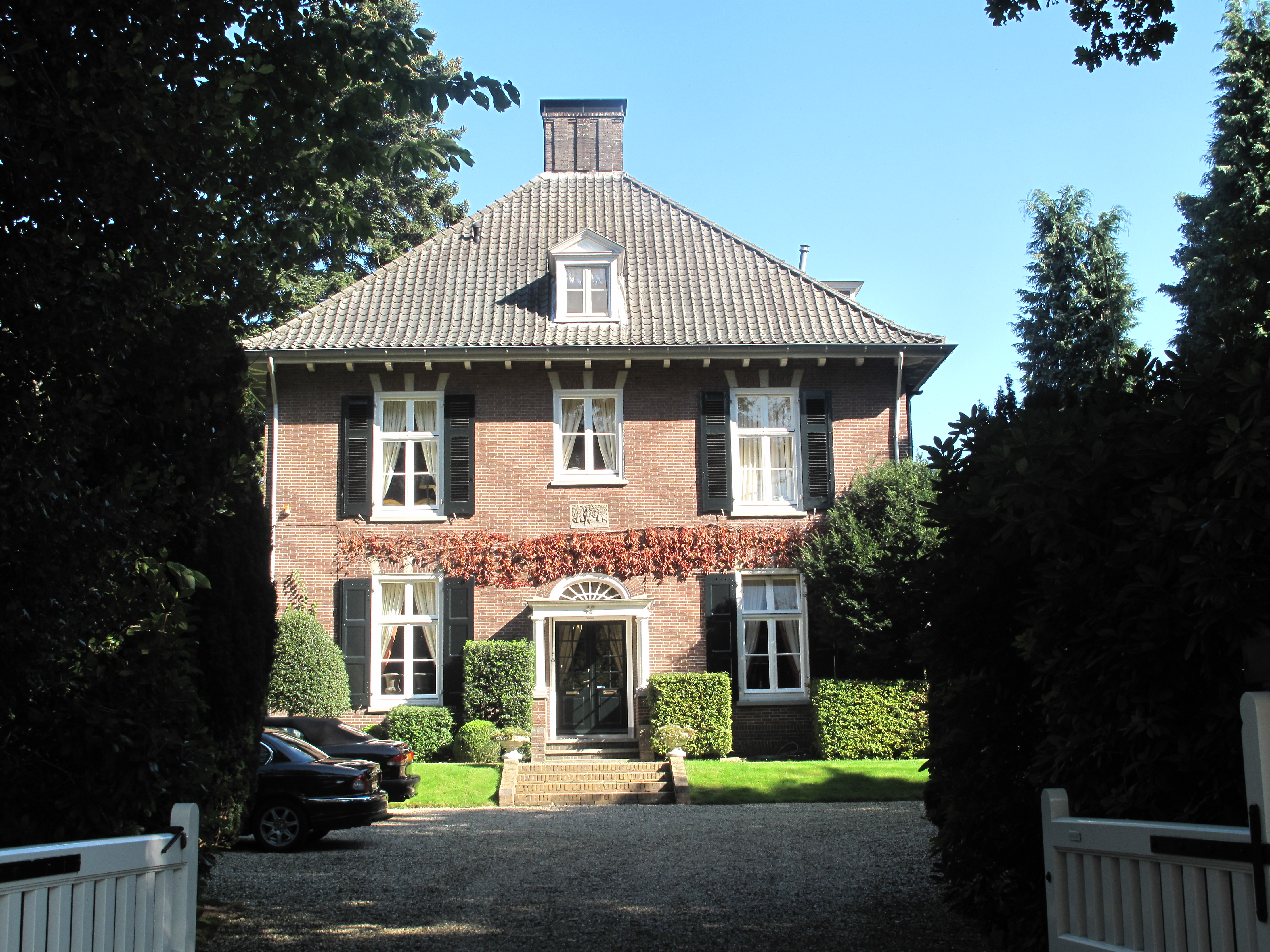
Villa Klein Duimpje te De Steeg
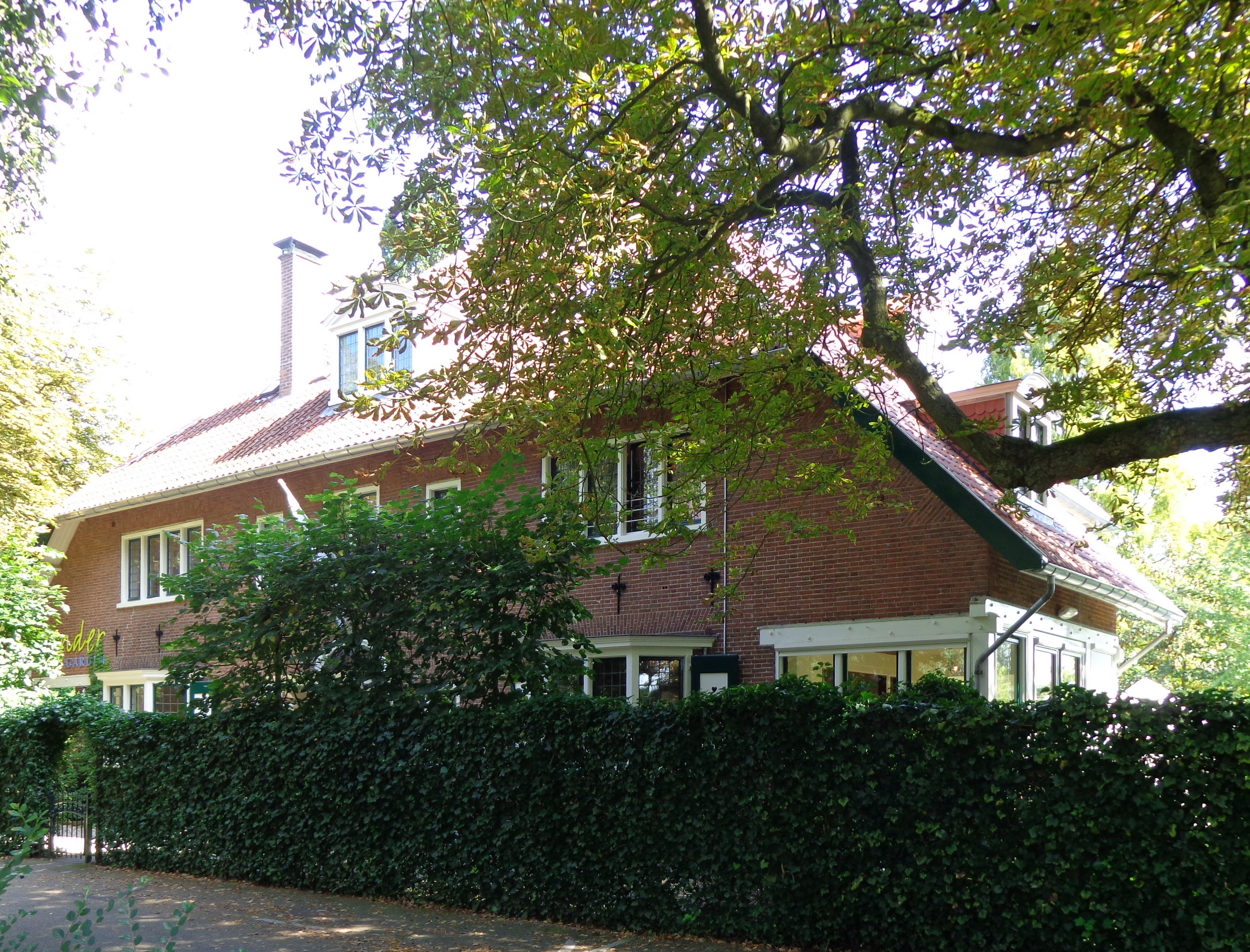
Huis Valentijn te Driebergen
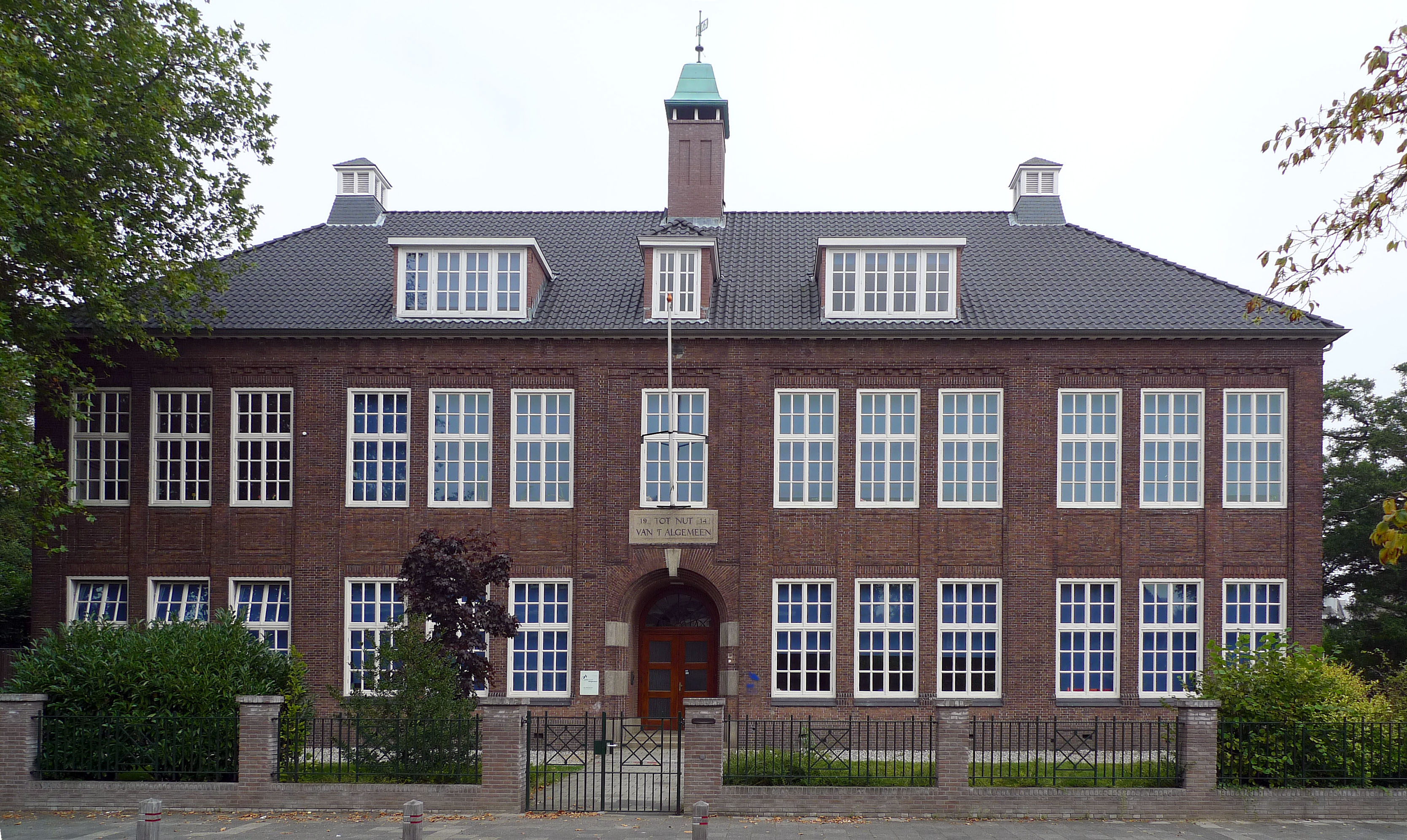
School aan de Reigerlaan in Eindhoven
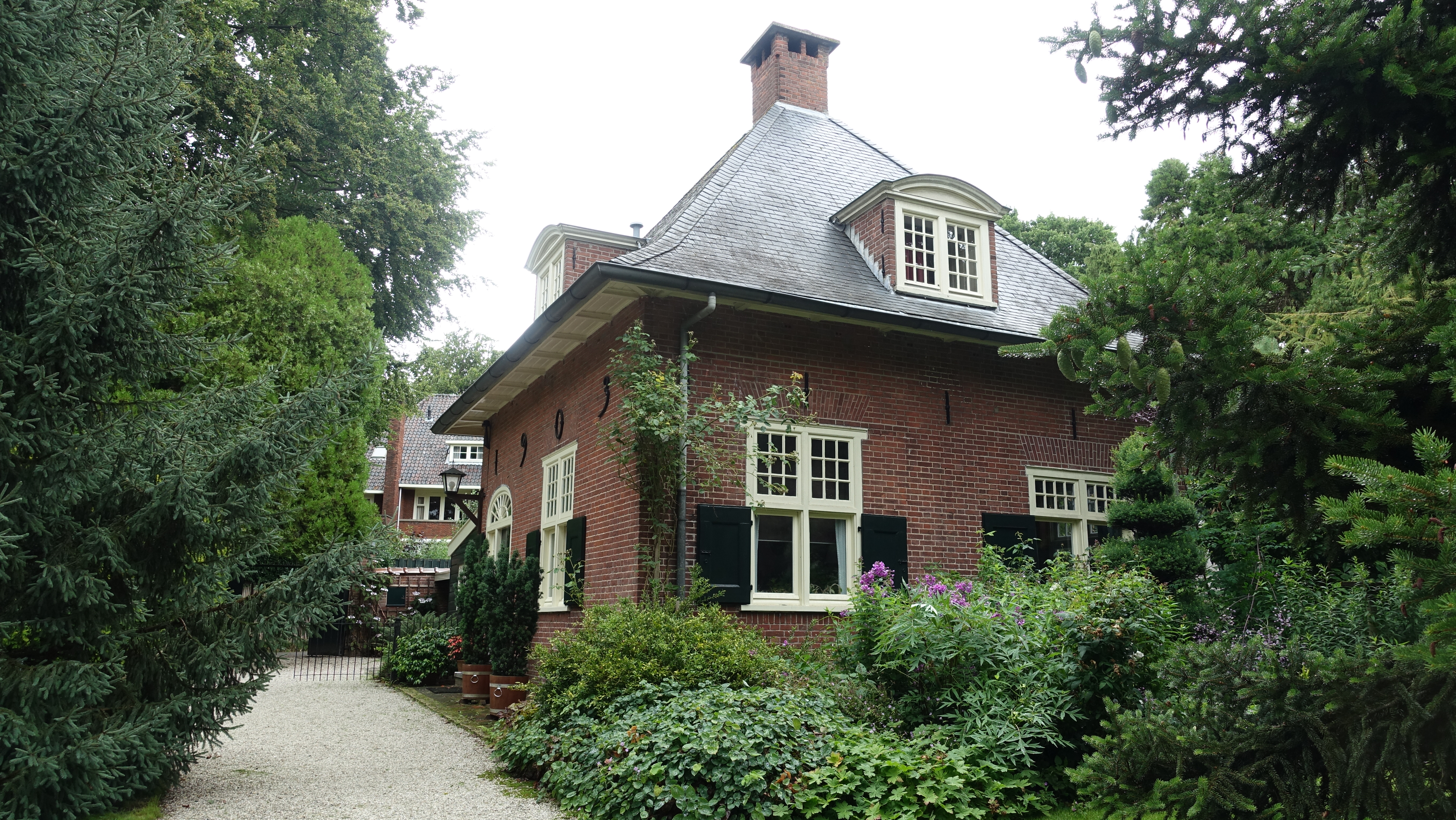
Tuinmanswoning Pinetum Blijdenstein te Hilversum
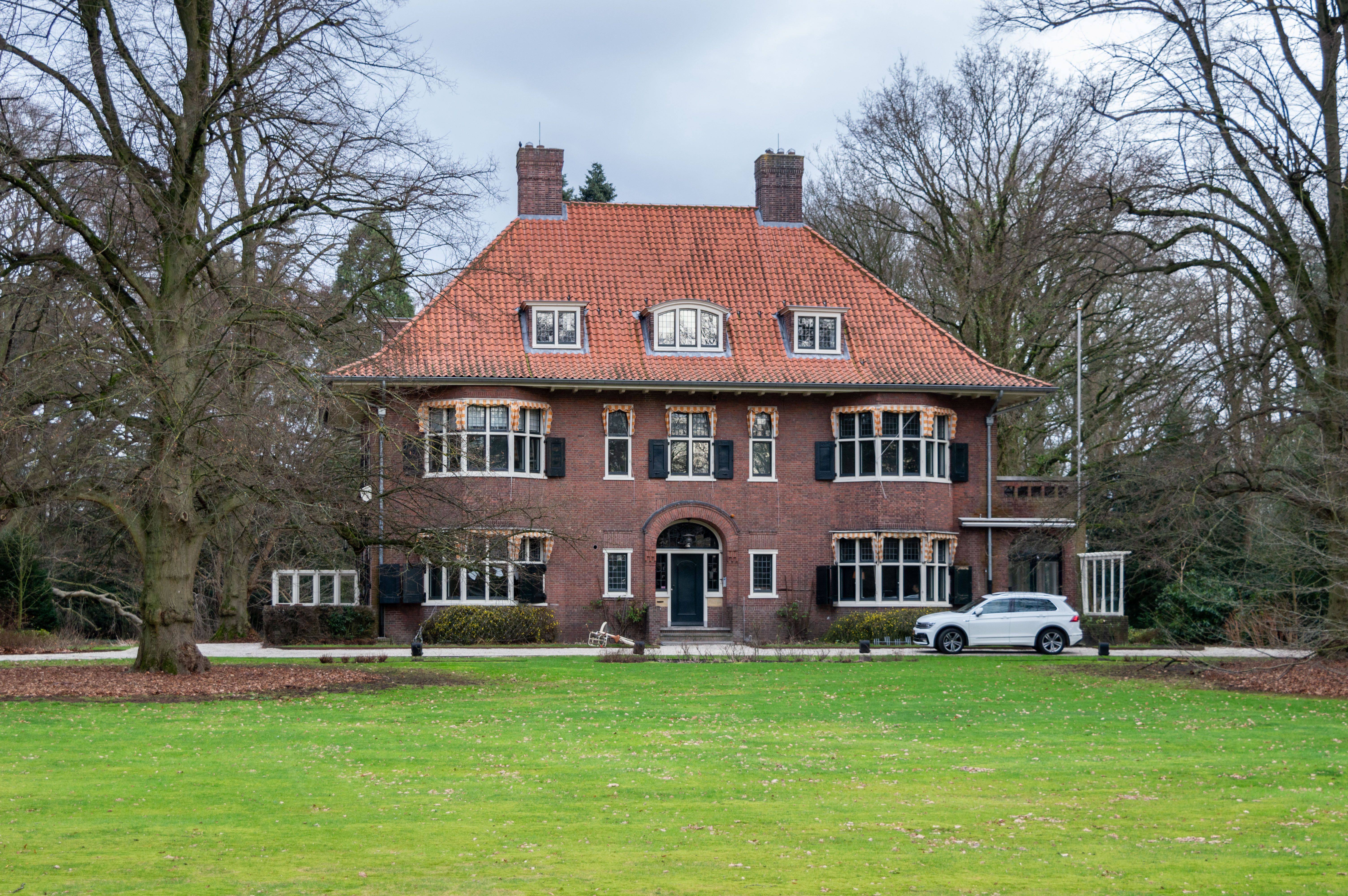
Villa Mariënhof te Tilburg